# Aristolochia occidentalis
Aristolochia occidentalis là một loài thực vật có hoa trong họ Aristolochiaceae. Loài này được Santana Mich. & S.Lemus mô tả khoa học đầu tiên năm 1996.